# Яришівська гора
Яриші́вська гора́ — ландшафтний заказник місцевого значення площею 130,2 га, розташований на околиці с. Нишівці Мурованокуриловецької селищної громади Могилів-Подільського району Вінницької області.
Площа - 130,2 га. Оголошений відповідно до Рішення № 745 27 сесії 6 скликання обласної ради від 10.10.2014 р. 
Ділянка є каньйоноподібною долиною з шарами пісковиків, вапняків, глинистих сланців та інших порід, вкрита степовою рослинністю.
Заказник репрезентує типові ландшафти Подністров'я з природною степовою рослинністю, де зростають види, занесені до Червоної книги України. Більшу частину площі займає степова рослинність з домінуванням бородача звичайного. На схилах – степові та чагарниково-степові угруповання з участю ялівця звичайного, груші звичайної, глоду одноматочкового. Трапляється регіонально рідкісний вид – леопольдія тонкоцвіта. 